# Oued Endja
Oued Endja (în arabă وادى النجاء) este o comună din provincia Mila, Algeria.
Populația comunei este de 19.739 de locuitori (2008).